# Ящик Эджворта
Ящик Эджворта — используемая в микроэкономике графическая конструкция, состоящая из двух диаграмм с кривыми безразличия. Впервые описана британским экономистом и философом Фрэнсисом Эджвортом в 1881 году, далее развита в работах Вильфредо Парето и Артура Боули. Ящик Эджворта является одним из инструментов в теории общего равновесия и иногда называется «ящиком обмена благ». Он хорошо пригоден для анализа распределения двух благ между двумя экономическими субъектами в экономике обмена в теории потребителя или для анализа распределения двух производственных ресурсов в теории производства.

Рис. 1. Ящик Эджворта с двумя кривыми безразличия и начальным распределением

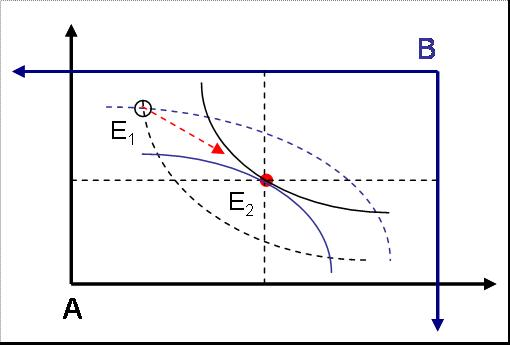
Рис. 2. Улучшение ситуации обоих субъектов за счёт обмена, приводящего к распределению

Ящик создаётся в результате соединения двух систем координат, каждая из которых соответствует экономическому субъекту. Расположенные друг напротив друга точки отсчёта систем координат изображают состояния, в которых один из субъектов располагает всеми единицами обоих благ, а другой не располагает ни одной. Пространство, ограниченное четырьмя осями двух систем координат графически представляет все теоретически возможные распределения обоих благ. Длина каждой из осей измеряет количество изображаемого блага.
Кривые безразличия, выражающие комбинации благ, имеющие для экономического субъекта равную ценность, представляют предпочтения обоих экономических субъектов. Чем дальше находится кривая безразличия от индивидуальной точки отсчёта, тем больший уровень полезности достигается экономическим субъектом при владении той или иной комбинацией обоих благ.
При любом начальном распределении благ между экономическими субъектами существуют две кривые безразличия, проходящие через точку в ящике Эджворта, соответствующую данному распределению, и отражающие конкретный уровень полезности, на котором находится каждый из субъектов. Если эти кривые не касаются друг друга в данной точке, оба экономических субъекта могут улучшить своё положение с помощью обмена. В этом случае кривые безразличия образуют «линзу» в пространстве ящика Эджворта (рис. 1), любая точка внутри которой выводит каждого из участников на более высокий уровень полезности. Такая новая ситуация является Парето-улучшением по отношению к начальному распределению благ.
Если кривые безразличия касаются друг друга в данной точке, то любое другое распределение ресурсов будет хуже хотя бы для одного из участников, то есть в этом случае не существует взаимовыгодного обмена. Эти точки называются эффективными по Парето, а множество всех таких точек представляет собой договорную кривую.
Если начальное распределение ресурсов неэффективно (то есть соответствующая точка не лежит на кривой контракта), то при рациональности обоих экономических субъектов добровольный обмен благами будет проводиться до тех пор, пока полученное распределение не станет Парето-эффективным (рис. 2). Эта точка, от которой невыгодно отклоняться ни одному из субъектов, называется равновесием в экономике обмена. Множество равновесий образует ядро экономики и является подмножеством договорной кривой.